# De Dichters uit Epibreren
De Dichters uit Epibreren was een gezelschap bestaande uit twee dichters (Bart FM Droog en Tjitse Hofman) en een muzikant Jan Klug. Tussen 1994 en 2011 traden ze op talloze podia en festivals in binnen- en buitenland op met een unieke mix van poëzie, muziek en beeldbewerking. Tevens waren zij uitgevers van een online poëziekrant: Rottend Staal.
Op 23 november 2003 werd aan hen de Johnny van Doornprijs uitgereikt.
De groep kwam in werkelijkheid uit Groningen. 'Epibreren' is in dit verband de naam van een fictief waddeneiland.